# Marco Battistella
Marco Battistella (* 12. Oktober 1986 in Esch/Alzette, Luxemburg) ist ein luxemburgischer Toningenieur und Produzent, der auf Konzertaufnahmen, CD-Produktionen und Liveübertragungen im Bereich Klassik sowie Jazz & Blues spezialisiert ist. Battistella wirkt in Wien.

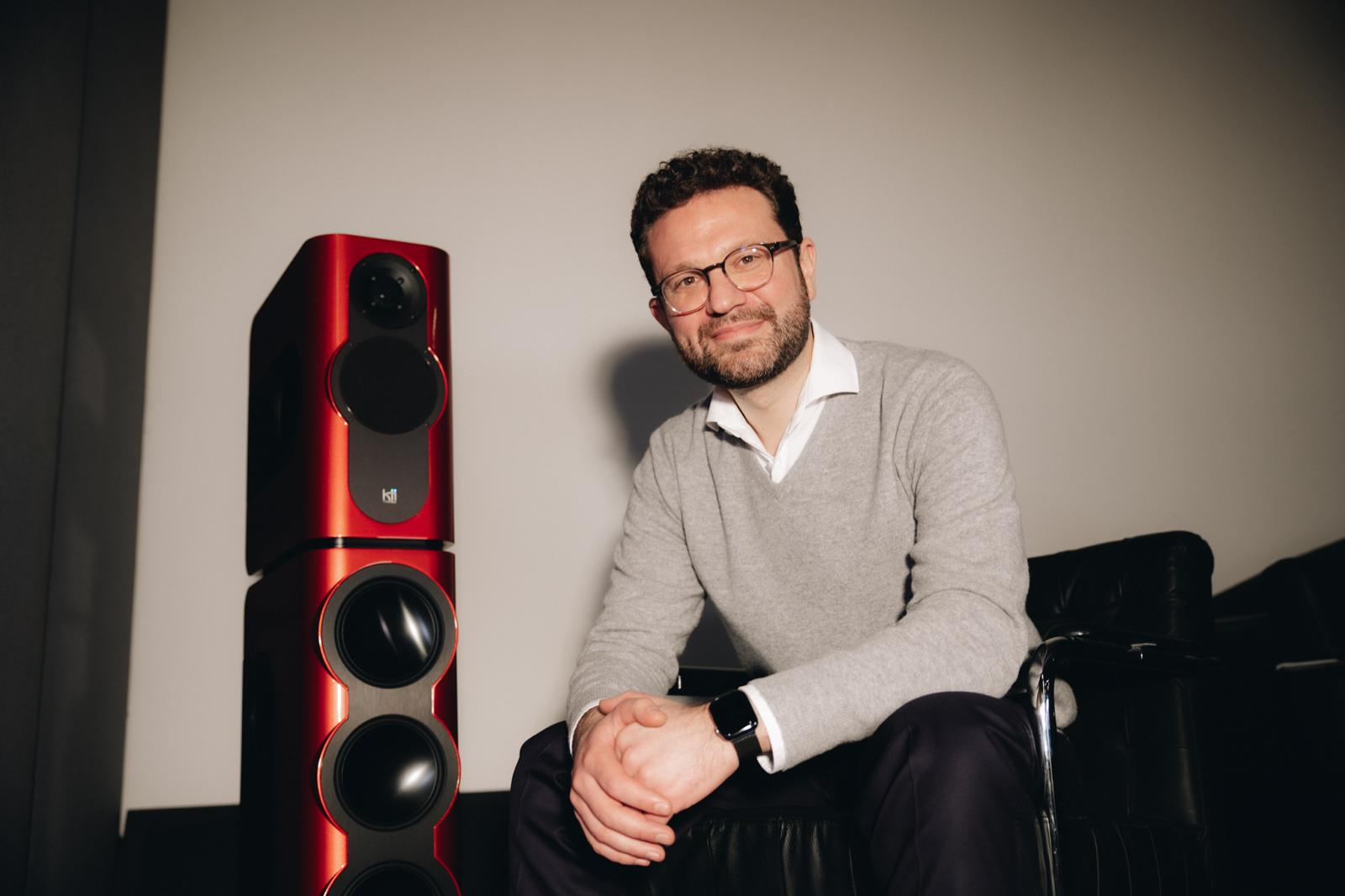

## Leben
Als Sohn des gleichnamigen Orchesterdirigenten kam Battistella jr. früh mit klassischer Musik in Berührung. Im Alter von vier Jahren erhielt er Unterricht auf dem Violoncello. Battistella wurde dann am Konservatorium der Stadt Luxemburg aufgenommen, um dort eine breite, musikalische Ausbildung zu erhalten. Die Schwerpunkte seiner Studien lagen dabei auf Musiktheorie, Saxophon, Kirchenorgel, Gesang, Gregorianik, Chorgesang und später Operngesang. Nach Abschluss seiner Ausbildung wechselte Battistella nach Wien, um sich vertiefend mit Tonsatz und Komposition auseinanderzusetzen.
Basierend auf seinen Erfahrungen als aktiver Musiker, widmet er sich heute der Musikproduktion von Klassik sowie Jazz & Blues. Hierbei hat er sich auf die möglichst authentische musikalische sowie akustische Reproduktion spezialisiert. Dazu zählen unter anderem Liveübertragungen, Konzertaufnahmen sowie die Produktion von CDs und Musikvideos.
Neben seiner freiberuflichen Tätigkeit arbeitet Marco Battistella als Produzent und Toningenieur für klassische Musik im Lorely-Saal. Seine Aufträge führen ihn dabei von Österreich nach Luxemburg, Deutschland, Frankreich und Norwegen. Neben seiner Tätigkeit als Produzent, bildet er seit September 2012 Schüler im Fachbereich Musik, Informatik und Tontechnik (Audiovision) im ORG1 für Kunst und Musik Hegelgasse (Wien) 12 aus. Zudem ist er Dozent am SAE Institute in Wien und hält Vorlesungen in den Fachbereichen Stereofonie, Musiktheorie und Psychologie im Aufnahmeraum.
Seit 2008 ist Battistella aktives Mitglied des Wiener Singvereins, mit Auftritten im Wiener Musikverein, dem Wiener Konzerthaus, bei den Salzburger Festspielen sowie in internationalen Konzerthäusern in Japan, China, Russland, Türkei, Frankreich und Luxemburg.
Marco Battistella ist seit 2011 Mitglied der AES (Audio Engineering Society), seit 2015 Mitglied im P&E Wing der NARAS (National Academy of Recording Arts and Sciences) und zudem GRAMMY Award (©) Jurymitglied. Seit 2017 ist Marco Battistella Mitglied beim Verband Deutscher Tonmeister. Seit 2025 ist Marco Battistella zudem Mitglied des Österreichischen Musikrates (ÖMR).

## Produktionen
Battistella leitete Produktionen mit namhaften Dirigenten, Orchestern, Chören, Kammermusikern und Solisten und arbeitet mit Labels wie Naxos (Label), Hänssler Classic, Unitel GmbH & Co.KG, Oehms Classics, Rubicon uva. zusammen. Zu seinen prominentesten Referenzen zählen: Wiener Symphoniker, Ádám Fischer, Valery Gergiev, Eliahu Inbal, Pinchas Zukerman, Sascha Goetzel, Gustavo Gimeno, Wiener Staatsopernchor, Wiener Singverein, Wiener Kammerorchester, Signum Quartett, Wiener Comedian Harmonists, Elisabeth Leonskaja, Mischa Maisky, Frank Peter Zimmermann u. v. a.
- 2025: Jean Muller, MOZART, W.A.: Piano Sonatas (Complete), Vol. 5 (Hänssler Classics)
- 2024: Tingshuo Yang, BACH, J.S.: Clavierübung Part I: Partitas (Luxembourg Classics)
- 2024: Solistes Européens Luxembourg, Christoph König, DIETRICH, A.: Sinfonie d-Moll / Violinkonzert (Naxos)
- 2024: Solistes Européens Luxembourg, Christoph König: Orchestral Music (Luxembourg Contemporary Music, Vol. 3) (Naxos)
- 2023: Staatstheater Cottbus, Karl Berkel, Philippe Schwartz: Luxembourg Contemporary Music, Vol. 2 (Naxos)
- 2023: Jean Muller, MOZART, W.A.: Piano Sonatas (Complete), Vol. 4 (Hänssler Classics)
- 2022: Beata Szalwinska, Alexander Anisimov: Rachmaninoff-Romances (Hänssler Classics)
- 2021: Solistes Européens Luxembourg, Christoph König: Luxembourg Contemporary Music, Vol.1 (Naxos)
- 2020: Kerry Turner, TURNER, K.: Horn Works (Complete), Vol. 1 (Naxos)
- 2020: Hélène Boulègue, JOLIVET, A.: Flute Works (Complete), Vol. 2 (Naxos)

## Ehrungen und Auszeichnungen
- International Classical Music Awards Nominierung 2016, 2017, 2018, 2019, 2020, 2021, 2022, 2023, 2024
- Pizzicato Supersonic Award 2017, 2018, 2019, 2020, 2021, 2023, 2024, 2025
- Fono Forum Stern des Monats II/18
- Opus Klassik Nominierung 2019, 2020